# Liste des présidents et directeurs généraux de la Fondation Wikimédia
Cet article est une liste des présidents et directeurs généraux de la Fondation Wikimédia depuis le début de la fonction.

## Chronologie des présidents
| No | Nom                   | Portrait           | Entrée en fonction | Fin de fonction | Durée            | Nationalité          | Présentation |
| -- | --------------------- | ------------------ | ------------------ | --------------- | ---------------- | -------------------- | --- |
| 1  | Jimmy Wales           | Jimmy Wales        | 20 juin 2003       | 28 octobre 2006 | 3 ans et 4 mois  | américaine           | Jimmy Donal Wales, surnommé Jimbo Wales, est un homme d'affaires américain, né le 8 août 1966 à Huntsville en Alabama, aux États-Unis. Il est le fondateur du portail web américain Bomis et cofondateur avec Larry Sanger de l'encyclopédie libre et gratuite du web Wikipédia, ainsi que d'autres projets fondés sur le wiki, comme Wikia (devenu Fandom). |
| 2  | Florence Devouard     | Florence Devouard  | 28 octobre 2006    | 17 juillet 2008 | 1 an et 8 mois   | française            | Florence Devouard, née Nibart le 10 septembre 1968 à Versailles, est une ingénieure agronome française, devenue dirigeante associative. Vice-présidente de Wikimédia France de juin 2004 à octobre 2006, elle préside la Fondation Wikimédia d'octobre 2006 à juillet 2008. |
| 3  | Michael Snow          | Michael Snow       | 17 juillet 2008    | juillet 2010    | 2 ans            | américaine allemande | Michael Snow, né le 22 janvier 1974, est un juriste allemand. Journaliste, il crée Wikimag et, juriste diplômé de l'Université de Washington, il travaille à Seattle. |
| 4  | Ting Chen             | Ting Chen          | juillet 2010       | 12 juillet 2012 | 2 ans            | chinoise allemande   | Ting Chen est né en 1968 à Shanghai en Chine. En 1989, il s'établit à Brunswick, en Allemagne pour commencer ses études d'ingénieur, puis travaille comme informaticien à Mayence. Il s'investit dès 2003 dans la jeune Wikipédia en chinois. Il participe à la première Wikimania en 2005 à Francfort et aide à organiser la troisième en 2007 à Taipei. En juin 2008 il est désigné trustee (homme de confiance) par la communauté Wikimédia, avant d'être élu en juillet 2010 président de la Fondation. |
| 5  | Kat Walsh             | Kat Walsh          | 12 juillet 2012    | 8 août 2013     | 1 an             | américaine           | Kat Walsh, née le 16 octobre 1982 à New York, est une avocate américaine spécialisée en droit des licence de logiciels. Elle devient en 2012 présidente de la Fondation Wikimédia et fait partie de l'équipe qui a rédigé la dernière révision majeure de la famille de licences Creative Commons, achevée en novembre 2013 avec la publication des licences 4.0. Depuis le 20 mars 2015, elle est membre du conseil d'administration de la Free Software Foundation.                                       |
| 6  | Jan-Bart de Vreede    | Jan-Bart de Vreede | 8 août 2013        | 17 juillet 2015 | 1 an et 11 mois  | néerlandaise         | |
| 7  | Patricio Lorente (en) | Patricio Lorente   | 17 juillet 2015    | 23 juin 2016    | 1 an et 11 mois  | argentine            | |
| 8  | Christophe Henner     | Ting Chen          | 23 juin 2016       | 20 juillet 2018 | 2 ans et 1 mois  | française            | |
| 9  | María Sefidari        | María Sefidari     | 20 juillet 2018    | 3 juin 2021     | 2 ans et 10 mois | espagnole            | María Sefidari, née en 1982 à Madrid en Espagne, est une professeure d'université espagnole. Elle est la présidente du conseil d'administration de la Fondation Wikimédia de 2018 à 2021. |
| 10 | Natalia Tymkiv        | Natalia Tymkiv     | 3 juin 2021        | en cours        |                  | ukrainienne          | |

## Chronologie des directeurs généraux
| No | Nom              | Portrait         | Entrée en fonction | Fin de fonction | Durée            | Nationalité      | Présentation |
| -- | ---------------- | ---------------- | ------------------ | --------------- | ---------------- | ---------------- | --- |
| 1  | Brad Patrick     | Brad Patrick     | 12 juin 2006       | 1er avril 2007  | 9 mois           | américaine       | |
| 2  | Sue Gardner      | Sue Gardner      | 1er décembre 2007  | 31 mai 2014     | 6 ans et 5 mois  | canadienne       | Sue Gardner, née le 11 mai 1967 à Bridgetown (Barbade), est une journaliste et cadre canadienne qui a principalement fait carrière à la Société Radio-Canada. En 2012, elle apparaît à la 70e place dans le palmarès des 100 femmes les plus influentes au monde du magazine Forbes, car elle a notamment « conduit le black-out de 24 heures par la Wikipédia en anglais en guise de protestation contre SOPA ». |
| 3  | Lila Tretikov    | Lila Tretikov    | 1er juin 2014      | 31 mars 2016    | 1 an et 10 mois  | russe américaine | Lila Tretikov, de son nom originel russe Olga « Lialia » Alexeïevna Trétiakova, est née le 25 janvier 1978 à Moscou. Après des études d'informatique à l'université de Californie à Berkeley, elle rejoint Sun Microsystems, puis SugarCRM, éditeur de logiciel de gestion de la relation client. En 2012, elle reçoit un Stevie Awards for Women in Business. Elle est recrutée par la Fondation Wikimédia pour succéder à Sue Gardner. Le 25 février 2016, elle annonce sa démission, révélant une crise qui affecte la Fondation Wikimédia. |
| 4  | Katherine Maher  | Katherine Maher  | 31 mars 2016       | 22 juin 2016    | 3 mois (intérim) | américaine       | Katherine Maher, née le 18 avril 1983 à Wilton (Connecticut), est une dirigeante américaine. Après avoir travaillé pour la Banque mondiale, l'UNICEF et chez AccessNow.org (en), elle devient la directrice générale de la Fondation Wikimédia en 2016. |
| 4  | Katherine Maher  | Katherine Maher  | 23 juin 2016       | 21 avril 2021   | 4 ans et 10 mois | américaine       | Katherine Maher, née le 18 avril 1983 à Wilton (Connecticut), est une dirigeante américaine. Après avoir travaillé pour la Banque mondiale, l'UNICEF et chez AccessNow.org (en), elle devient la directrice générale de la Fondation Wikimédia en 2016. |
| 5  | Maryana Iskander | Maryana Iskander | 5 janvier 2022     | en cours        |                  | américaine       | Maryana Iskander est une entrepreneuse sociale américaine d'origine égyptienne et lauréate du prix Skoll. Elle est directrice générale de Harambee Youth Employment Accelerator, une ONG sud-africaine. En |